# Correbia bricenoi
Correbia bricenoi är en fjärilsart som beskrevs av Rothschild 1912. Correbia bricenoi ingår i släktet Correbia och familjen björnspinnare. Inga underarter finns listade i Catalogue of Life.